# Souk El Arbaa
Souk El Arbaa oder Souk Larbaâ (arabisch سوق الأربعاء, DMG Sūq al-Arbiʿāʾ = „Mittwochsmarkt“, Zentralatlas-Tamazight ⵙⵓⵇ ⵍⴰⵔⴱⵄⴰ) ist eine Stadt mit etwa 70.000 Einwohnern in der Provinz Kénitra in der Region Rabat-Salé-Kénitra im Nordwesten Marokkos.

## Lage und Klima
Die Stadt Souk El Arbaa liegt am Nordrand der fruchtbaren Gharb-Ebene in einer Höhe von ca. 35 m. Die Provinzhauptstadt Kenitra bzw. die Landeshauptstadt Rabat befinden sich ungefähr 87 bzw. 132 km (Fahrtstrecke) südwestlich. Das vom Atlantik beeinflusste Klima ist gemäßigt bis warm; Regen (ca. 700 mm/Jahr) fällt nahezu ausschließlich im Winterhalbjahr.

## Bevölkerung
| Jahr      | 1994   | 2004   | 2014   | 2024   |
| Einwohner | 37.216 | 43.392 | 69.265 | 70.894 |

Ein Großteil der heutigen Bevölkerung ist berberischer Abstammung und seit den 1960er Jahren aus den Berg- und Wüstenregionen Marokkos zugewandert.

## Wirtschaft
Bis ins frühe 20. Jahrhundert war die heutige Stadt kaum mehr als ein Bauerndorf bzw. ein Marktflecken (suq). Erst während der Französischen Kolonialzeit begann die Stadtentwicklung, die sich nach der Unabhängigkeit Marokkos (2. März 1956) noch verstärken sollte. Die Stadt bietet die wirtschaftliche und soziale Infrastruktur (Handel, Handwerk, Banken, Versicherungen, Schulen, Hospitäler etc.) für die Stadtbewohner und die Menschen in den Dörfern des Umlands.

## Geschichte
Während des Protektorats entwickelte sich der Ort allmählich zu einer Kleinstadt und nach der Unabhängigkeit Französisch-Marokkos aufgrund der immer noch anhaltenden Zuwanderung zu einer Mittelstadt.
Am 29. Juli 1956 verübten Anhänger der Unabhängigkeits-Bewegung Istiqlal ein Massaker an den Mitgliedern einer rivalisierenden Gruppe. Dieses (heute nahezu vergessene) Ereignis wurde erst im Jahr 2015 durch den Autor Driss Ganbouri im Roman Zaman Al Khaouf („Zeit der Angst“) wieder ans Licht der Öffentlichkeit gebracht.